# Carles Belmonte
Carles Belmonte (S.XVII - Barcelona, 1709) fou un organista barceloní.
Les úniques dades que es coneixen de Belmonte fan referència a les oposicions que es van realitzar l'any 1679 per a substituir al difunt organista Bernabé Iriberia a la catedral de Barcelona.

## Oposicions del 1679
El 1679, quan es van convocar les oposicions per la plaça d'organista de la catedral de Barcelona, la tasca d'organista la feia provisionalment Lluís Vicenç Gargallo, tot compaginant-la amb la seva feina principal, mestre de capella de la seu barcelonina. Els preparatius de les oposicions van ser els següents: preparació d'un informe per a la percepció de beneficis, el qual havia d'estar fet per l'arxiver; preparació i distribució de l'edicte el 24 d'abril; i nomenament dels examinadors. S'hi convidà el mestre de capella de catedral de Lleida, Joan Barter, el monjo Joan Cererols de Montserrat, el mestre Benet Buscarons de la barcelonina parròquia de Santa Maria del Pi i el mestre de capella i organista de la catedral de Vic, Joan Baseia. S'excloguí com a examinador el mestre de capella de la pròpia catedral, Gargallo, ja que un cosí seu (que possiblement era el mateix Carles Belmonte) es presentava a la plaça. Abans de començar les oposicions, es van considerar altres temes, com el salari que rebrien els examinadors i el que percebria el músic que aconseguís la plaça d'organista.
Les oposicions es van realitzar el 16 de maig i van durar tres dies. S'hi presentaren Pedro Jerónimo Borobia, Diego Xarava, Carles Belmonte i Gabriel Manalt. Xarava obtingué notòriament la primera posició però, tot i això, no li assignaren la plaça a conseqüència d'una prohibició del rei, el qual era el propietari de la capella, i perquè havia acudit a les oposicions sense el permís adient. El resultat de les oposicions fou el següent: Xarava primer, Barobia i Belmonte empatats en la segona posició, i Gabriel Manalt tercer. Després de fer una segona votació, un cop eliminat Xarava, el millor resultat fou per a Belmonte amb un total de 12 punts sobre 22. El 9 de juny de 1679, l'organista prengué jurament.
En morir Carles Belmonte fou reemplaçat per l'organista Joan Saló, el qual anteriorment ja l'havia substituït en les malalties i absències del titular.